# St. Vitus (Veitsaurach)

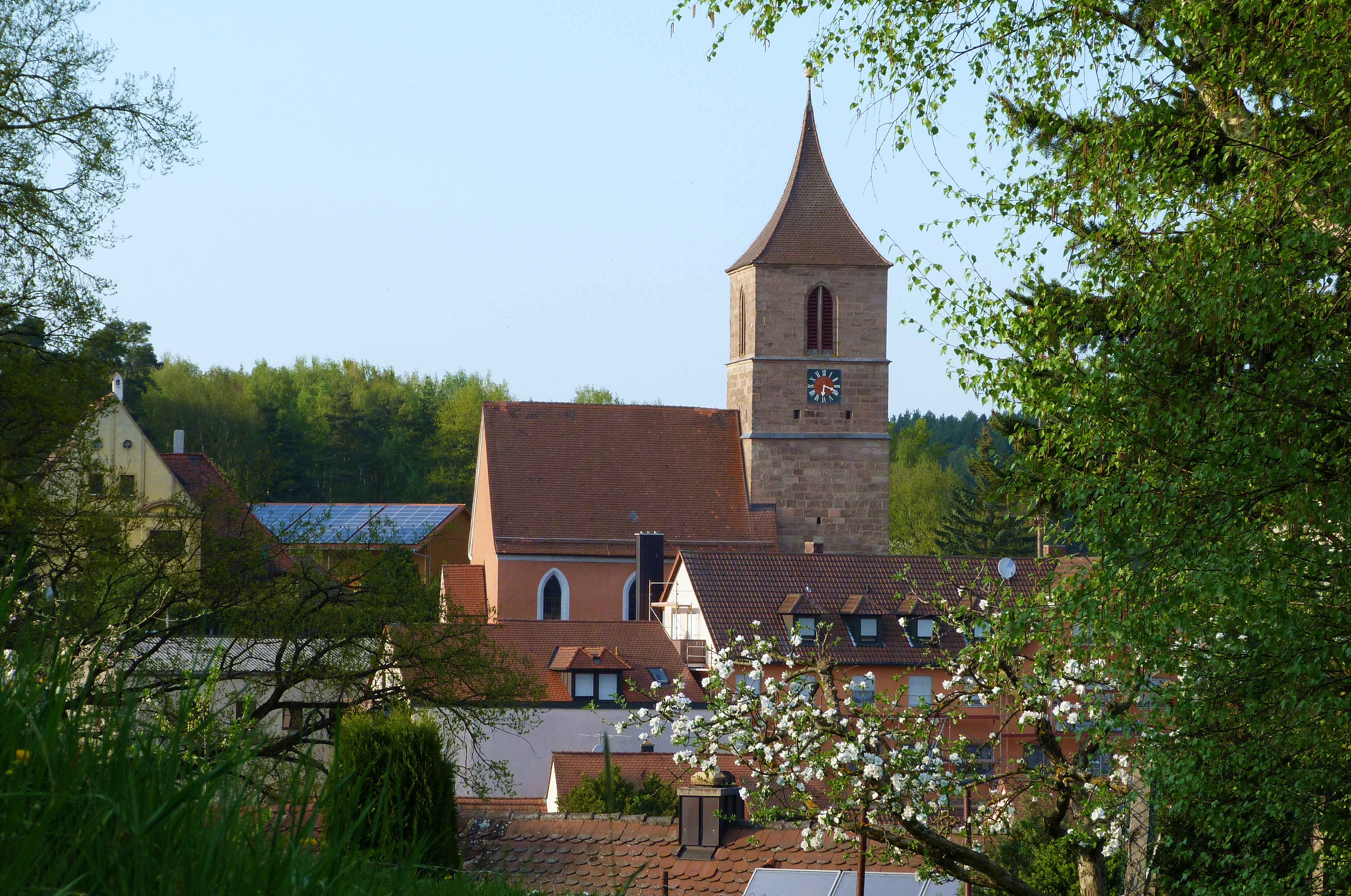
St. Vitus, Nordseite

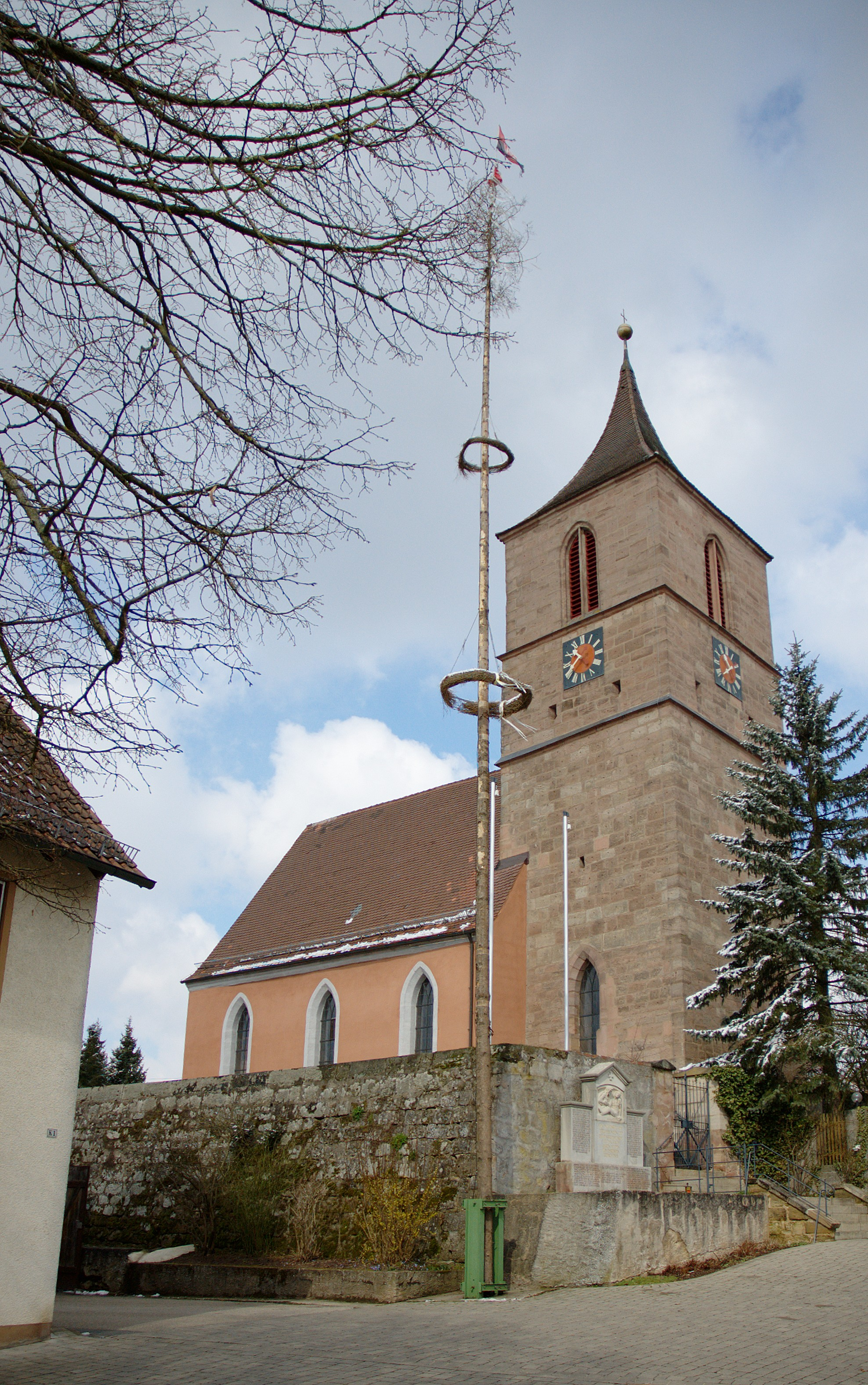
St. Vitus, Südseite

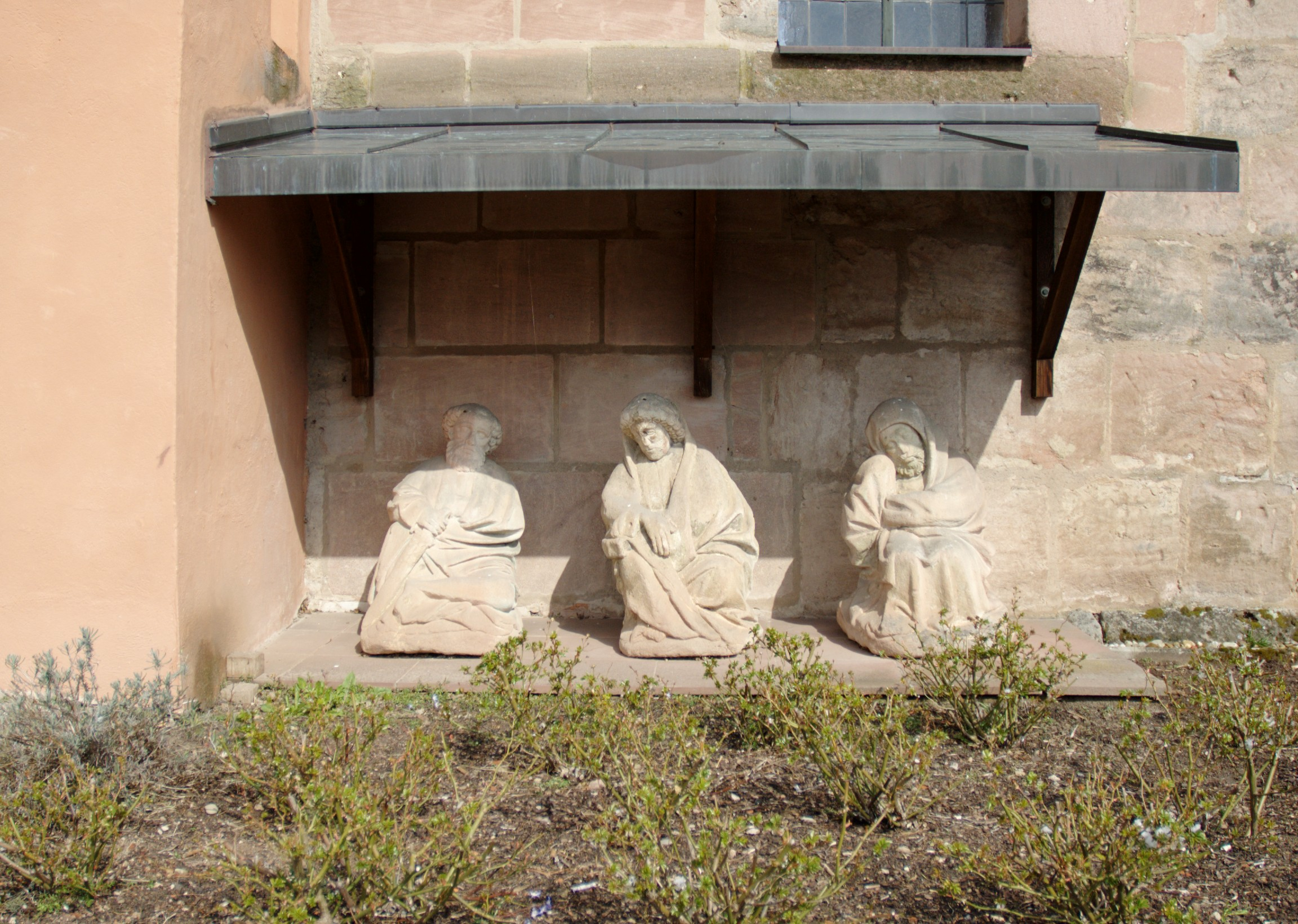
Drei Sandsteinapostel von der Ölberggruppe, wohl 16. Jahrhundert

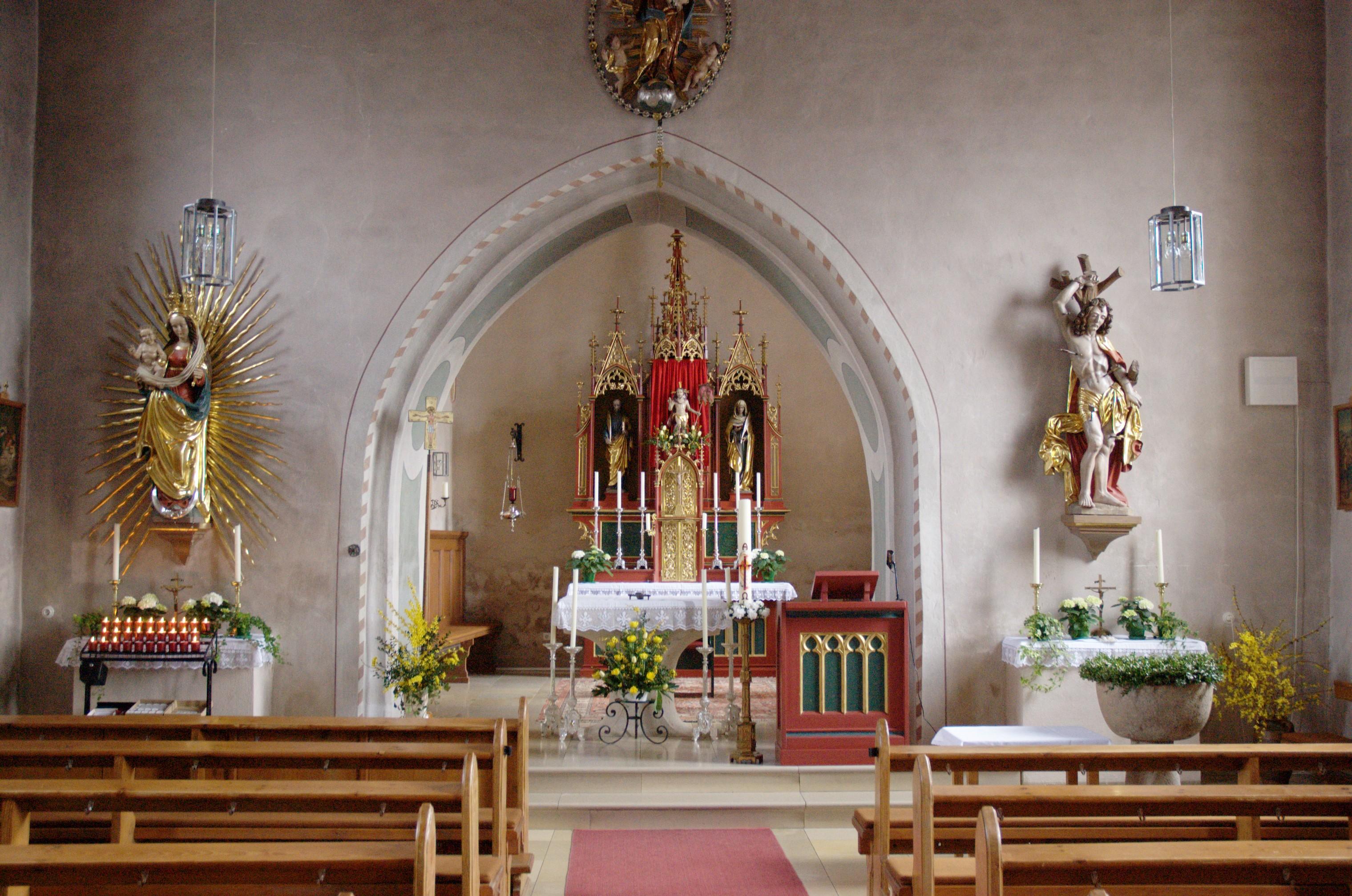
Innenansicht

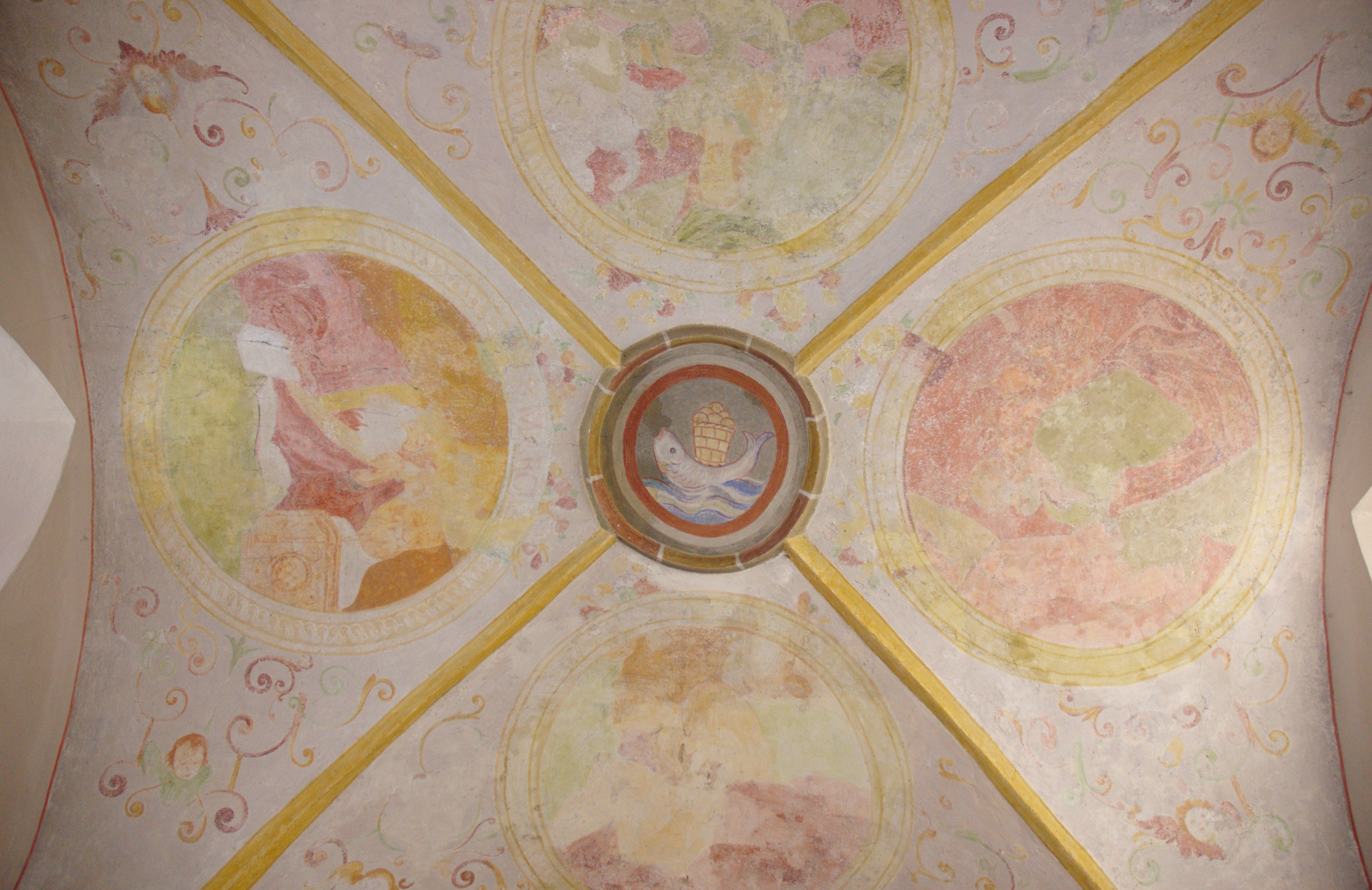
Deckengemälde im Chorraum

St. Vitus ist eine nach dem heiligen Veit benannte römisch-katholische Kirche in Veitsaurach (Dekanat Herrieden des Bistums Eichstätt).

## Kirchengemeinde
1187 wurden zeitgleich St. Vitus und St. Georg (Bertholdsdorf) vom Eichstätter Bischof Otto geweiht. Dies ist zugleich die älteste urkundliche Erwähnung. Das Patronat hatte ursprünglich der Burggraf von Nürnberg inne. Am 22. Juli 1294 übertrug Burggraf Konrad der Fromme die Patronatsrechte an das Chorherrenstift St. Nikolaus in Spalt. Dadurch verloren beide Pfarreien ihre Rechtspersönlichkeit, und ihr Vermögen und ihre Einkünfte fielen an das Stift. Obwohl beide Pfarreien selbstständig waren, wurde für St. Vitus und St. Georg nur ein Vikar gestellt. Dies änderte sich, als 1589 in Bertholdsdorf die Reformation eingeführt wurde. Bis zur Reformation gehörte die Pfarrei zum Dekanat Eschenbach, danach zum Dekanat Ornbau. Mit der Einführung der Reformation wurde St. Laurentius (Wernsbach) eine Filiale von St. Vitus, da die Pfarrei St. Georg, zu der Wernsbach bis dahin gehörte, evangelisch wurde. Obgleich die Mehrheit der Bevölkerung evangelisch war, wurden bis 1766 katholische Gottesdienste abgehalten und die Kirche instand gehalten. Mit dem Erlöschen des Kollegiatstifts in Spalt im Zuge der Säkularisation wurde St. Laurentius 1810 zur Filiale von St. Nikolai (Neuendettelsau).
Um 1800 waren die Orte Brunn, Buckenmühle, Kapsdorf, Kettersbach, Lanzendorf und Leipersloh nach St. Vitus gepfarrt. Ab 1841 gehörte die Pfarrei zum Dekanat Spalt.
Am 10. Februar 1878 wurde in Heilsbronn im ehemaligen Refektorium des Heilsbronner Klosters der erste katholische Gottesdienst abgehalten, den Pfarrer Hofmann dort alle vierzehn Tage hielt. Ende August 1878 setzte man in Heilsbronn einen Hilfspriester ein, da der Pfarrer von Veitsaurach den Heilsbronner Seelsorgebezirk, zu dem inzwischen 117 Ortschaften zählten, nicht mehr allein versehen konnte. 1908 wurde Heilsbronn eine Expositur von Veitsaurach.
Der Pfarrei Veitsaurach wurden 1913 die Katholiken zahlreicher Gemeinden, die bisher keiner Pfarrei angehört hatten, zugewiesen: Aich, Betzendorf, Bonnhof, Bürglein, Froschmühle, Großhaslach, Haag, Herpersdorf, Höfstetten, Immeldorf, Kehlmünz, Ketteldorf, Kleinhaslach, Lichtenau, Malmersdorf, Müncherlbach, Neuendettelsau, Sachsen bei Ansbach, Schlauersbach, Seitendorf, Vestenberg, Volkersdorf, Weißenbronn. Außerdem wurden aus den katholischen Pfarreien der Diözese Bamberg die Katholiken in Bruckberg (bisher katholische Pfarrei Ansbach), Ammerndorf (bisher Pfarrei Fürth), Fernabrünst, Großhabersdorf, Oberschlauersbach, Unterschlauersbach, Dietenhofen, Herpersdorf und Leonrod (alle bisher Pfarrei Sondernohe) nach Veitsaurach umgepfarrt. Damit gehörte Veitsaurach zu den flächenmäßig größten katholischen Pfarreien im Königreich Bayern.
Ab 1922 gehört die Pfarrei zum Dekanat Schwabach, seit 1975 zum Dekanat Herrieden. Um 1975 hatte St. Vitus 613 Gemeindeglieder in den Orten Barthelmesaurach, Brunn, Buckenmühle, Kapsdorf, Kettersbach, Lanzendorf, Leipersloh und Veitsaurach. Zur Kirchengemeinde gehört die Kapelle in Kettersbach.
Seit 1980 ist der Pfarrer von St. Bonifatius (Windsbach) auch für Veitsaurach zuständig. St. Vitus gehört wie St. Bonifatius zum Pfarrverband Wolframs-Eschenbach.

## Kirchengebäude

### Baugeschichte
Am 4. Juni 1620 brannte die Kirche nach einem Blitzschlag ab. Übrig geblieben waren nur der Turm aus dem Jahr 1512 und die Sakristei. 1622 wurde die Kirche neu geweiht, 1626 ein Altar eingebaut, der erhalten geblieben ist. 1632 wurde die Kirche in den Wirren des Dreißigjährigen Krieges von den Schweden bis auf den unteren Teil des Turms und die Grundmauern zerstört. Nach dem Krieg wurde sie restauriert. Am 16. August 1828 zersprang die große Glocke beim Gebetsläuten am Morgen wegen eisiger Kälte.
Die Friedhofsbefestigung und ein Verteidigungsturm wurden bei der Erweiterung des Friedhofs im Jahr 1879 weitestgehend abgetragen. Von 1880 bis 1899 wurde die Kirche erneut umgebaut (Verlängerung des Saals, Erneuerung der Innenausstattung). Nach dem Zweiten Weltkrieg wurden 1954 neue Kirchenglocken, drei Jahre später ein elektrisches Geläute angeschafft.

### Baubeschreibung
St. Vitus ist eine ehemalige Wehrkirche inmitten eines einstigen Wehrfriedhofes auf einer Bergnase nordwestlich des Ortes. Sie soll ursprünglich eine Wallfahrtskirche gewesen sein. Der spätgotische Chorturm im Osten ist mit 1512 bezeichnet, hat drei Geschosse und schließt mit einem Pyramidendach ab. Im Westen schließt sich der Saalbau mit Satteldach an. Der Saal wurde 1880 verlängert und neugotisch umgestaltet. Er hat an der Nord- und Südseite jeweils drei Achsen von Spitzbogenfenstern und im Westen das Portal.
Der einschiffige Saal schließt flach ab mit Deckengemälden (mittig ein großes Gemälde des heiligen Veit umgeben von sechs kleineren Gemälden weiterer Heiliger). An der Westwand ist eine Holzempore mit Orgel angebracht. Der kreuzgratgewölbte Chor mit Deckenfresken hat eine profilierte Spitzbogenarkade gegen den Saalbau. In ihm steht ein Hochaltar mit Aufsatz aus Holz. An der Südwand des Saals steht links ein Seitenaltar mit Statue der Madonna, rechts ein Seitenaltar mit Statue des heiligen Sebastian und über dem Spitzbogen eine Regina Coeli. Der Taufstein befindet sich vor dem Seitenaltar des heiligen Sebastians.

## Pfarrer
Bis 1586 hatten St. Georg und St. Vitus einen gemeinsamen Pfarrvikar.
- Um 1295 0: Burkhard von Seckendorf
- Um 1417 0: Friedrich Örtel
- Um 1454 0: Konrad Löffler
- Um 1466 0: Jörg Schmid
- Um 1480 0: Jakob Pechler
- Um 1491 0: Lorenz Erhard
- ????–1528: Lorenz Schmauser
- 1528–????: Johann Beck
- ????–1552: Hans Scherer
- Um 1552 0: Magister Lorenz
- ????–1555: Jakob Faustling
- ????–1557: Andreas Mitleiden
- Um 1562 0: Anton Schwarz(en)bach
- Um 1565 0: Bartholomäus Meyr
- Um 1567 0: Anton Schwarz(en)bach
- Um 1571 0: Johann Breunlein
- 1582–1588: Sixtus Agricola
- 1589–0000: Michael Dollmann
- 1589–????: Johann Weiß
- 1591–1598: Ulrich Gulden
- 1598–1604: Wolfgang Stuellacher
- 1604–????: Johann Göppelius
- 1606–1620: Michael Windisch
- 1620–0000: Johann Schiller
- 1620–1626: Johann Gastell
- 1626–1630: Ulrich Preunlein
- 1631–0000: Jakob Molitor
- 1632–0000: Johann Pfleger
- Um 1632 0: Andreas Kögl
- Um 1637 0: Weißhaar
- Um 1663 0: Sixtus Jan
- Um 1667 0: Ignaz Glaser
- Um 1675 0: Johann Jakob Volnhals
- Um 1688 0: Johann Christoph Sartor
- Um 1695 0: Lorenz Hartmann
- 1700–1701: Andreas Lang († 1713)
- 1701–1708: Johann Seingrien
- 1708–1718: Michael Bader († 1726)
- 1718–1723: Egidius Amler († 1723)
- 1723–1726: Franz Ignaz Widmann († 1752)
- 1726–1746: Johann Georg Jobst († 1746)
- 1746–1782: Franz Martin Kremer († 1782)
- 1778–1781: Lorenz Lotter
- 1781–1782: Franz Krieger
- 1782–1801: Johann Friedrich Breith († 1804)
- 1801–1810: Michael Fritz († 1838)
- 1811–1821: Johann Jakob Gerig
- 1821–1830: Georg Schraid
- 1830–1833: Christoph Memmel († 1882)
- 1834–1839: Alois Hoseman
- 1840–1870: Jakob Bauer († 1879)
- 1870–1876: Thomas Albrecht
- 1876–1884: Alois Hofmann
- 1884–1893: Karl Schneider
- 1894–1902: Johann Bachmeier
- 1902–1906: Michael Kneißl
- 1906–1913: Josef Biersack
- 1913–1930: Ludwig Schadt
- 1930–1933: Dr. Isidor Zottmann († 1933)
- 1933–1950: Andreas Meyer
- 1950–1955: Josef Kühnel, Provisor
- 1955–1964: Adolf Heinz, Provisor
- 1964–1968: Karl Weber, Provisor
- 1968–1981: Josef Maget, Pfarrer
- 1981–1987: Wolfgang Forsten
- 1987–1989: Reinhard Kürzinger
- 1989–1993: Bruno Fischer
- 1994–1999: Dr.Josef Schierl
- 1999–2005: Jan Jagodzinski
- 2005: Günther Schmid
- seit 2005: Hans Josef Peters